# Fujimi Tamura
Fujimi Tamura (jap. 田村 富士美, Tamura Fujimi; * um 1970) ist eine japanische Badmintonspielerin.

## Karriere
Fujimi Tamura studierte an der Japanischen Sporthochschule. Während dieser Zeit hatte sie ihren ersten größeren Erfolg, als sie bei der Badminton-Meisterschaft der Studenten 1988 im Damendoppel mit Miwako Nishida (西田 美和子) den Sieg holte.
1991 erreichte Fujimi mit Yoshiko Iwata im Damendoppel bei den allgemeinen Badminton-Meisterschaften das Halbfinale, wo sie allerdings den Turniersiegerinnen Tomomi Matsuo und Kyōko Sasage unterlagen. Zu diesem Zeitpunkt spielte sie noch für die Werksmannschaft von Yonex. Fujimi Tamura gewann 1992 bei der Asienmeisterschaft Bronze im Damendoppel mit Yoshiko Iwata. 1993 gewannen beide die japanische Meisterschaft der Erwachsenen.
Nachdem sie das Unternehmen verlassen hatte, gewann sie 1995 die japanische Meisterschaft der Erwachsenen erneut, diesmal jedoch im Mixed mit Fumitake Shimizu. Ab 1996 spielte sie gemeinsam mit Keiko Yoshitomi im Doppel für die Mannschaft der Zahnklinik Yoshimatsu blieb in jenem Jahr aber vergleichsweise erfolglos, während sie 1997 gemeinsam mit Fumitake Shimizu im Mixed abermals die Meisterschaften der Erwachsenen gewann. Im Laufe des Jahres wechselte sie zu seiner Mannschaft bei der Elektronikkette Best Denki, wo sie mit ihm bei den Allgemeinen Badminton-Meisterschaften 1997 das Halbfinale erreichte. 1998 gewannen beide zuerst bei der Meisterschaft der Erwachsenen und dann bei den Allgemeinen Meisterschaften. Bei den Japan Open des gleichen Jahres wurde sie Fünfte. Anschließend nahm sie nicht mehr an den Allgemeinen Meisterschaften teil.
Im Jahr 2001 nahm sie an den nationalen Seniorenmeisterschaften teil, wo sie in der Klasse der über 30-Jährigen gemeinsam mit 田頭美奈子 das Damendoppel gewann.

## Sportliche Erfolge
| Saison | Veranstaltung                     | Disziplin   | Platz | Name                             |
| ------ | --------------------------------- | ----------- | ----- | -------------------------------- |
| 1992   | Asienmeisterschaft                | Damendoppel | 3     | Yoshiko Iwata / Fujimi Tamura    |
| 1998   | Japanische Badmintonmeisterschaft | Mixed       | 1     | Fumitake Shimizu / Fujimi Tamura |
| 1998   | Japan Open                        | Mixed       | 5     | Fumitake Shimizu / Fujimi Tamura |